# K-11 (영화)
《K-11》은 줄스 스튜어트가 감독하고 제러드 커트와 공동 각본을 맡은 2012년 영화이다.

## 줄거리
한 남자(제이슨 뮤스 분)가 잠에서 깬다. 그는 자신이 어디에 있는지 모르지만 후에 "K11"이라고 불리며 잘 알려지지 않은 어떤 공동 침실임을 알게 된다. 이곳은 로스앤젤레스군의 감옥에 있는 하나의 "또다른 세상"이다. 이곳은 사회에서 자신과 다른 사람들에게 위험한 존재가 될 수 있는 사람들, "괴짜이고, 미친" 유명인들, 동성애자들, 크로스드레서들, 그리고 아동학대자들로 이루어져 있다. 남자는 이곳에서 탈출하려고 시도하다가 곧 이 공동체 속에 녹아들고자 한다.

## 제작
이 영화는 크리스틴 스튜어트의 어머니인 줄스 스튜어트가 감독하고 2010년에 개봉하는 것을 목표로 2010년 1월부터 촬영을 시작하기로 했지만, 일정이 연기되었다.

### 출연
원래는 크리스틴 스튜어트가 남성에서 여성으로 성을 전환하고 자폐증에 걸린 죄수 버터플라이를 연기하고, 니키 리드는 여성에서 남성으로 성을 전환하고 필로폰에 중독된 매춘부 죄수 마우시를 맡기로 했다. 스튜어트와 리드는 전에 《트와일라잇》(2008)에서 같이 주연을 맡은 사이였다. 그러나 스튜어트와 리드는 모두 트와일라잇 시리즈 일정 문제로 하차하였으며, 크리스틴 스튜어트의 오빠 캐머런 B. 스튜어트가 이 영화를 통해 영화계에 데뷔하고 고란 비슈니치와 D. B. 스위니가 출연하는 것이 결정되었다. 제이슨 뮤스도 주연을 맡았다.
크리스틴 스튜어트는 영화 속에서 잠깐 목소리 출연을 한다.